# Sibinia variata
Sibinia variata, auch als „Sandfarbener Schuppenmierenrüssler“ bezeichnet, ist ein Käfer aus der Familie der Rüsselkäfer und der Unterfamilie Curculioninae.

## Merkmale
Es handelt sich um einen 2–2,3 mm großen Rüsselkäfer. Der Körper ist dicht mit Schuppen bedeckt. Der Halsschild ist schmal, etwa ein Fünftel breiter als lang. Auf dem Rücken bilden die Schuppen einen dunklen Längsfleck, der auf den ersten beiden Flügeldeckenzwischenräumen vom Schildchen bis hinter die Mitte der Flügeldecken reicht. Der Längsfleck ist von etwas helleren Schuppen eingerahmt. Das Pygidium ragt etwas unter den Flügeldecken hervor.

## Lebensweise

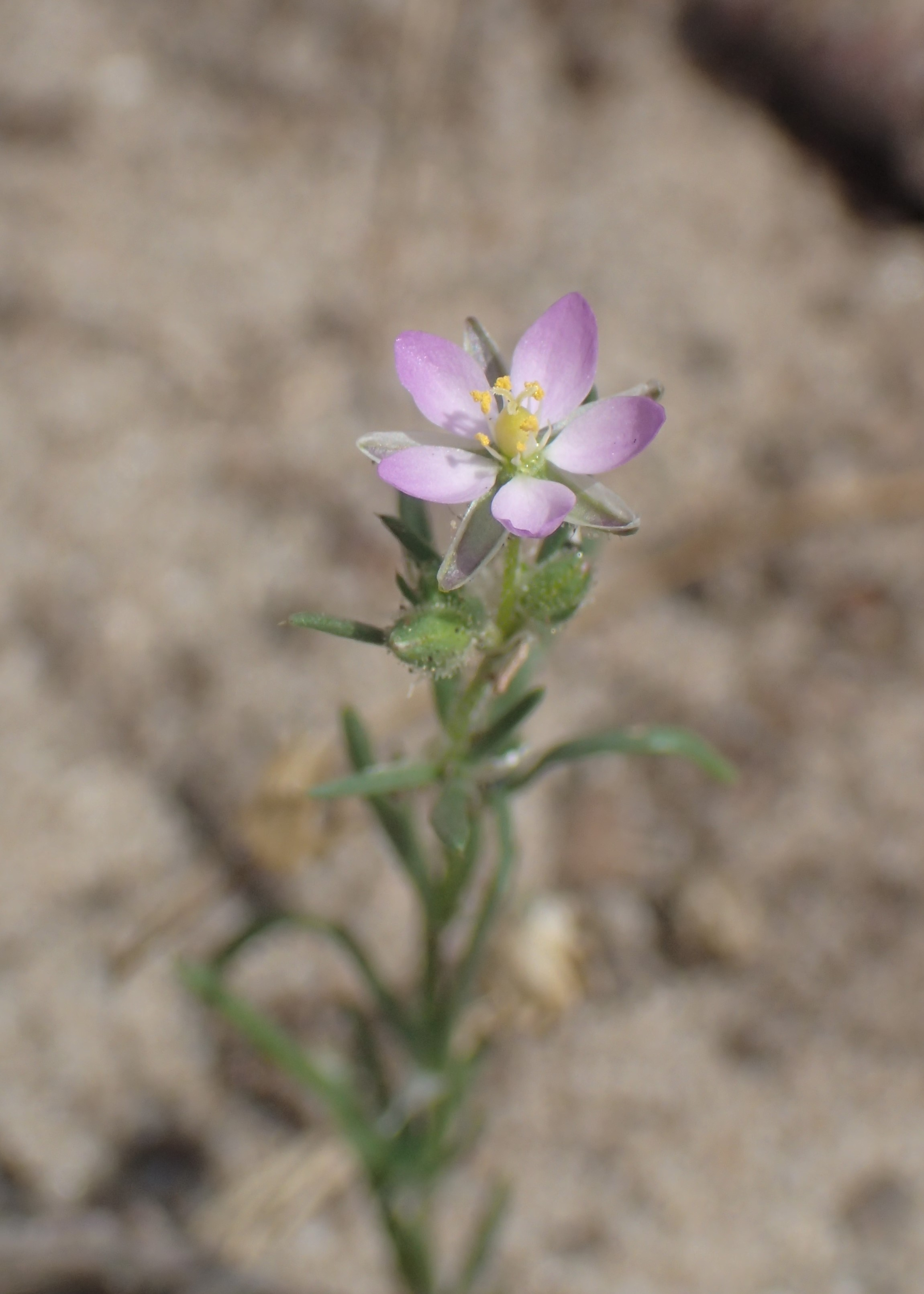
Die Rote Schuppenmiere ist die einzige bekannte Entwicklungspflanze von Sibinia variata.

Die Larven wurden bislang ausschließlich in den Samenkapseln der Roten Schuppenmiere (Spergularia rubra) nachgewiesen. Wenn sie ausgewachsen sind, bohren sich die Larven aus den Samenkapseln heraus um sich im Boden zu verpuppen. Unklar ist, ob weitere Arten der Gattung Spergularia ebenfalls gefressen werden. Die ausgewachsenen Käfer halten sich ab dem Spätfrühling an der Wirtspflanze auf. Entsprechend ihrer Entwicklungspflanze kommt Sibinia variata an trockenwarmen Offenstellen vor.

## Verbreitung und Vorkommen
Die Art ist in Teilen Europas, Nordafrikas und in Kleinasien verbreitet. In Deutschland kommt sie selten und lokal vor.
Sibinia variata ist in Deutschland gefährdet, im Bundesland Berlin stark gefährdet, in Sachsen-Anhalt vom Aussterben bedroht und in Thüringen ausgestorben.